# Commercy
Commercy település Franciaországban, Meuse megyében. Lakosainak száma 5332 fő (2022. január 1.). Commercy Vignot, Chonville-Malaumont, Euville, Laneuville-au-Rupt, Lérouville, Ménil-la-Horgne és Saulvaux községekkel határos.

## Népesség
A település népességének változása:
| Lakosok száma | 7164 | 6792 | 6404 | 6549 | 6220 | 5826 | 5536 | 5386 | 5352 | 5332 |
|               | 1968 | 1982 | 1990 | 2006 | 2013 | 2015 | 2017 | 2019 | 2020 | 2022 |